# Hala Kasprowa

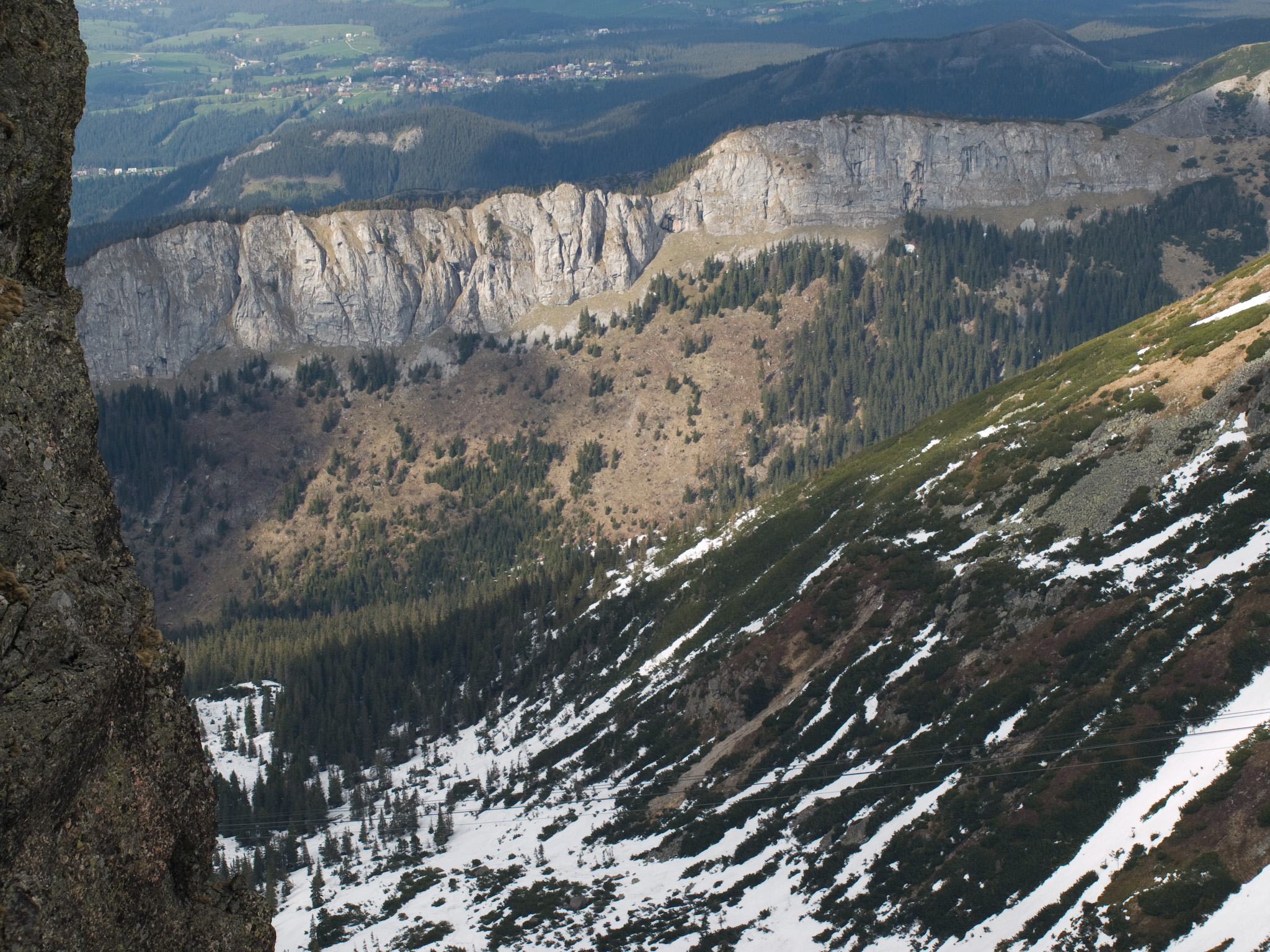
Tereny dawnej Hali Kasprowej (dolna część)

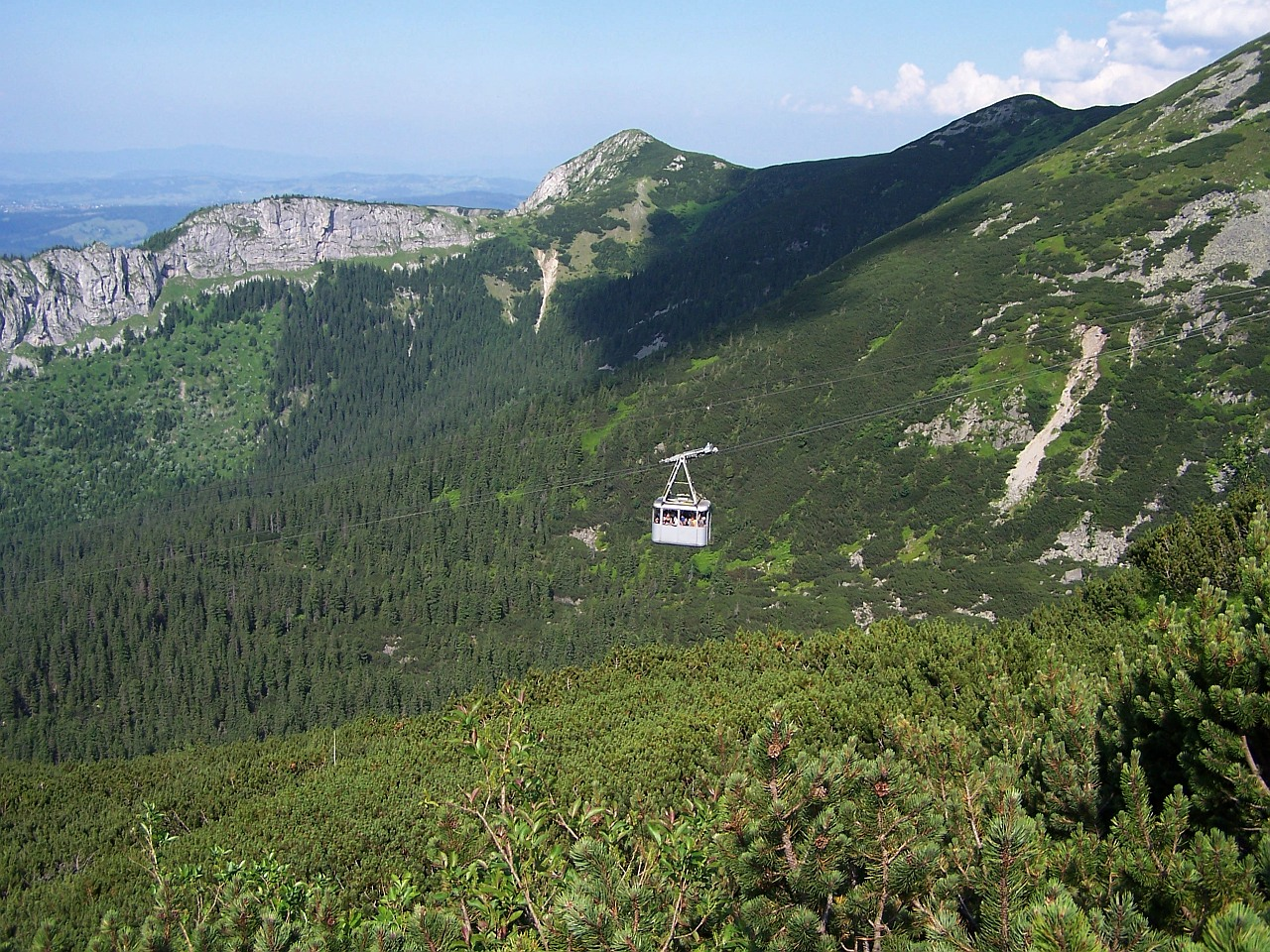
Tereny dawnej Hali Kasprowej (górna część)

Hala Kasprowa – dawna hala pasterska znajdująca się w Dolinie Kasprowej w Tatrach. Jej nazwa pochodzi od Kaspra – imienia lub przezwiska jej właściciela. Imię to na Podhalu notowane jest w dokumentach już w XVII wieku. Od początku XVIII w. wypasali tutaj swoje owce i bydło mieszkańcy Zakopanego, w XX w. również górale z Zębu.
Hala dzieliła się na Niżnią i Wyżnią Kasprową Halę. Niżnia obejmowała dolną część Doliny Kasprowej, Boczań Kasprowy i Kasprową Polanę; stał na niej szałas. Hala Wyżnia obejmowała górną część doliny Stare Szałasiska i Dolinę Suchą Kasprową. W 1960 r. powierzchnia całkowita obu hal wynosiła 204,73 ha, w tym 31,38 ha stanowiło własność TPN i PTTK, 173,35 ha stanowiło prywatną własność górali. Pastwiska zajmowały 4 ha ogólnej powierzchni hal, halizny 47,5 ha, lasy 36,5 ha, kosodrzewina 40,0 ha, nieużytki 76,73 ha. Górale korzystali ponadto z dodatkowej powierzchni 121,52 ha serwitutów w lasach państwowych. Łączny wypas w przeliczeniu na owce wynosił tylko 103 sztuki.
Mimo dość dużej powierzchni hala miała dla pasterstwa znikomą wartość użytkową, dużą jej część stanowią bowiem skalne rumowiska i kosodrzewina. Właściwy użytek tworzyła tylko Kasprowa Polana. Wypas czynił zaś szkody przyrodzie. Występują tutaj limby i mają swoje ostoje świstaki, kozice i ryś. W latach 1961–1964 obszary hali zostały przez Skarb Państwa od górali wykupione lub wywłaszczone. Wypas został całkowicie zniesiony. Nazwa Hala Kasprowa nadal funkcjonuje, ale nie jest to już hala w pasterskim rozumieniu.